# Denys Sydorenko
Denys Borysowycz Sydorenko, ukr. Денис Борисович Сидоренко (ur. 18 kwietnia 1989 w Charkowie) – ukraiński piłkarz występujący na pozycji bramkarza w ukraińskim klubie Metalist 1925 Charków.

## Kariera klubowa
Wychowanek klubów Krystał Parchomiwka i Metalist Charków, barwy których bronił w juniorskich mistrzostwach Ukrainy (DJuFL). Karierę piłkarską rozpoczął 19 sierpnia 2006 roku w juniorskiej drużynie rezerwowej charkowskiego Metalista. W 2008 został wypożyczony do Dnistru Owidiopol, a 2010 do Tawrii Symferopol. W latach 2011−2014 występował w Heliosie Charków, po czym wrócił do Metalista. 15 lutego 2016 znów został wypożyczony, tym razem do Heliosu. Po wygaśnięciu kontraktu z Metalistem 5 czerwca 2016 podpisał umowę z Heliosem. Po rozwiązaniu klubu latem 2018 zasilił skład lokalnego rywala, klubu Metalist 1925 Charków, z którym 27 czerwca 2019 przedłużył kontrakt. 25 lipca 2021 zadebiutował w Premier-lidze w wygranym 2:1 meczu z Ruchem Lwów.

## Kariera reprezentacyjna
Występował w juniorskich reprezentacjach Ukrainy.

## Sukcesy

### Sukcesy klubowe
Metalist 1925 Charków
- brązowy medalista Ukraińskiej Pierwszej Ligi: 2020/21